# Villarejo de Órbigo

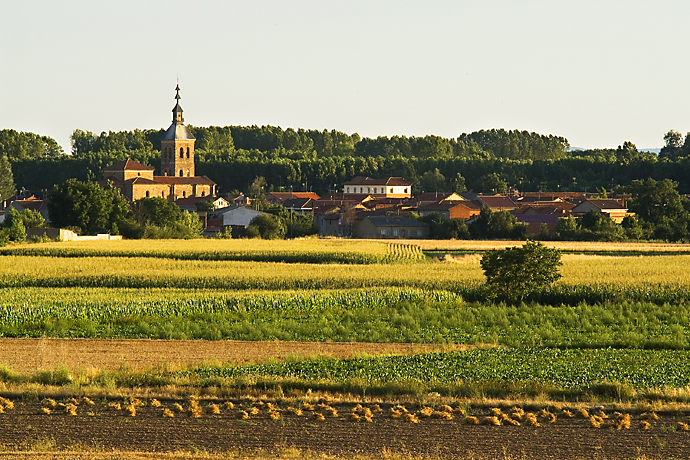
Villarejo de Órbigo

Villarejo de Órbigo is een gemeente in de Spaanse provincie León in de regio Castilië en León met een oppervlakte van 36,25 km². Villarejo de Órbigo telt 3.061 inwoners (1 januari 2016).